# Chronologie de la Première Guerre mondiale en Afrique
Cet article dresse la chronologie de la Première Guerre mondiale en Afrique étant l'ensemble des campagnes et batailles menées sur le continent africain par les Puissances Alliés contre l'Empire allemand.
Pendant la Première Guerre mondiale, les colonies allemandes en Afrique sont presque immédiatement attaquées ou occupées par les Alliés.
En Afrique orientale allemande, les hostilités tardent à être engagées. Elles opposent les Britanniques, les Belges et les Portugais à une troupe allemande réduite qui entamera une guérilla jusqu'au 14 novembre 1918 - lorsque fut connu l'armistice du 11 novembre - pour signer sa reddition le 23 novembre.

## Chronologie générale

### Année 1914

#### Août
- 3 août :
  - L'Allemagne déclare la guerre à la France.
  - Début de la Campagne du Kamerun (fin en février 1916). Britanniques, Français et Belges encerclent le territoire allemand et installent un blocus maritime.
- 26 août :
  - Reddition du Togo allemand. Le gouverneur du Togo, Hans Georg von Doering, envoie des télégrammes à ses homologues du Dahomey, de la Gold Coast et de l’AOF pour leur proposer la neutralisation du Togo. Ceux-ci refusent, et les troupes de l’Entente envahissent le Togo. Les troupes allemandes, prises en étau, se concentrent autour de Kamina pour y défendre la station de radio qui permet les communications avec l’extérieur. Elles préfèrent faire sauter le poste plutôt que de le laisser aux Alliés. Le 26 août, le Togo tout entier se rend. Français et Britanniques se partagent le territoire.
- Louis Botha, soutenu par le Parlement, décide d’engager l’Union d'Afrique du Sud dans la guerre aux côtés de la Grande-Bretagne. Avant la fin de l’année, une attaque par mer prend les ports de Lüderitz et de Swakopmund, au Sud-Ouest africain allemand, où se trouvent des stations de radio. Conjointement, les troupes terrestres avancent vers la frontière. Les Afrikaners voient d’un mauvais œil le soutien de leur pays aux Alliés. Le ralliement d’officiers et de soldats au camp opposé, des troubles sécessionnistes dans le Transvaal et l’Orange, retardent l’armée sud-africaine.

## Front d'Afrique orientale
En Afrique orientale allemande, le colonel von Lettow-Vorbeck, commandant les forces allemandes dans la colonie, mène une guerre d’usure pour occuper les soldats adverses afin qu’ils ne puissent partir en Europe. Il repousse leur attaque sur Tanga en novembre et oblige les Alliés à préparer soigneusement leur offensive (construction de la ligne de chemin de fer Voi-Kenya (en), arrivée des troupes sud-africaines de Jan Smuts, renforts de l’Afrique de l’Ouest, accord de participation du Congo belge, etc.).

### Campagnes et batailles
- 3-5 novembre 1914: Bataille de Tanga, le premier épisode militaire majeur du conflit sur le continent africain
- 18-19 janvier 1915: Bataille de Jassin
- Juin 1915: Bataille de Bukoba
- 28 novembre 1917: Bataille de Negomano

## Liquidation de l'empire colonial africain allemand à la fin de la Première Guerre mondiale
- 28 juin 1919: le Traité de Versailles[1] entérine la fin de l'Empire colonial allemand, dont les vainqueurs se partagent les colonies sous mandat de la Société des Nations :
  - la France obtient la majeure partie du territoire du Cameroun et du Togo, qu'elle partage avec les Britanniques ;
  - la Belgique obtient le Ruanda-Urundi ;
  - le Royaume-Uni obtient, outre les territoires camerounais et togolais non-administrés par la France :
    - le Tanganyika ;
    - la Namibie, administrée par le dominion d'Afrique du Sud ;

Il s'agit pour les puissances victorieuses d'agrandir leurs empires coloniaux aux dépens de l'Allemagne mais aussi de punir moralement l'Allemagne. L'Allemagne, responsable de la guerre, a fait acte de barbarie et, en ce sens, elle est incapable d'assumer la mission « civilisatrice » que les contemporains attachent au colonialisme.